# Thémis
Pour les articles homonymes, voir Thémis (homonymie).
Ne doit pas être confondu avec Artémis.
Dans la mythologie grecque, Thémis (en grec ancien Θέμις / Thémis de θέμις / thémis, « la loi divine ») est une Titanide de la justice, fille d'Ouranos (le Ciel) et de Gaïa (la Terre).

## Étymologie
Thémis « Justice » est une abstraction divinisée dont le nom est tiré de la racine *dhē- « mettre en place », tout comme le nom du mot « dieu » θεός / theós, i.-e. *dhh1-s-ó-s « poser, placer »,.

## Origine et mythe
Thémis est la fille du ciel et de la terre ou d'Ouranos et de Gaïa. Elle est la sœur ainée de Cronos et tante de Zeus.
Elle donne à Zeus, de qui elle est la deuxième épouse après Métis : les Moires, les Heures et Astrée auxquelles viennent parfois s'ajouter les trois Hespérides, les trois nymphes du fleuve Éridan et Homonoia, la déesse de la Concorde.
Déesse de la Justice, de la Loi et de l'Équité, Thémis assiste Zeus dans l'Olympe. Elle est souvent représentée dans l'art ancien tenant les plateaux d'une balance avec laquelle elle pèse les arguments des parties adverses. Dans l'Olympe, elle est là aussi la mère des Heures (mythologie) et des Moires (mythologie grecque) ou Parques (mythologie romaine).
Selon certains auteurs, elle a été également autrefois l'épouse de son frère, le  Titan Japet, qu'elle a rendu père de Prométhée. Cela expliquerait qu'elle ait pu transmettre à Prométhée une grande partie de sa sagesse et de ses dons divinatoires. De fait, elle connaît l'avenir et des secrets dont même Zeus est ignorant, tel que le destin du fils de Thétis, qui doit devenir plus puissant que son père. C'est grâce à sa sagesse que Prométhée, plus tard, est libéré de son châtiment par Zeus. Succédant à Gaia comme possesseur de l'oracle de Delphes, Thémis révèle à Pyrrha et à Deucalion le moyen de repeupler la terre après le Déluge. Elle avertit également Atlas qu'un jour un fils de Zeus viendra voler les pommes d'or du jardin des Hespérides. C'est pour cette raison qu'Atlas refuse d'aider Héraclès lorsque celui-ci le lui demande. Elle transmet plus tard l'oracle de Delphes à sa sœur Phébé ou bien encore à Apollon, lorsque le dieu revient du Tempé où il est purifié du meurtre de Python.

## Représentations dans l'art

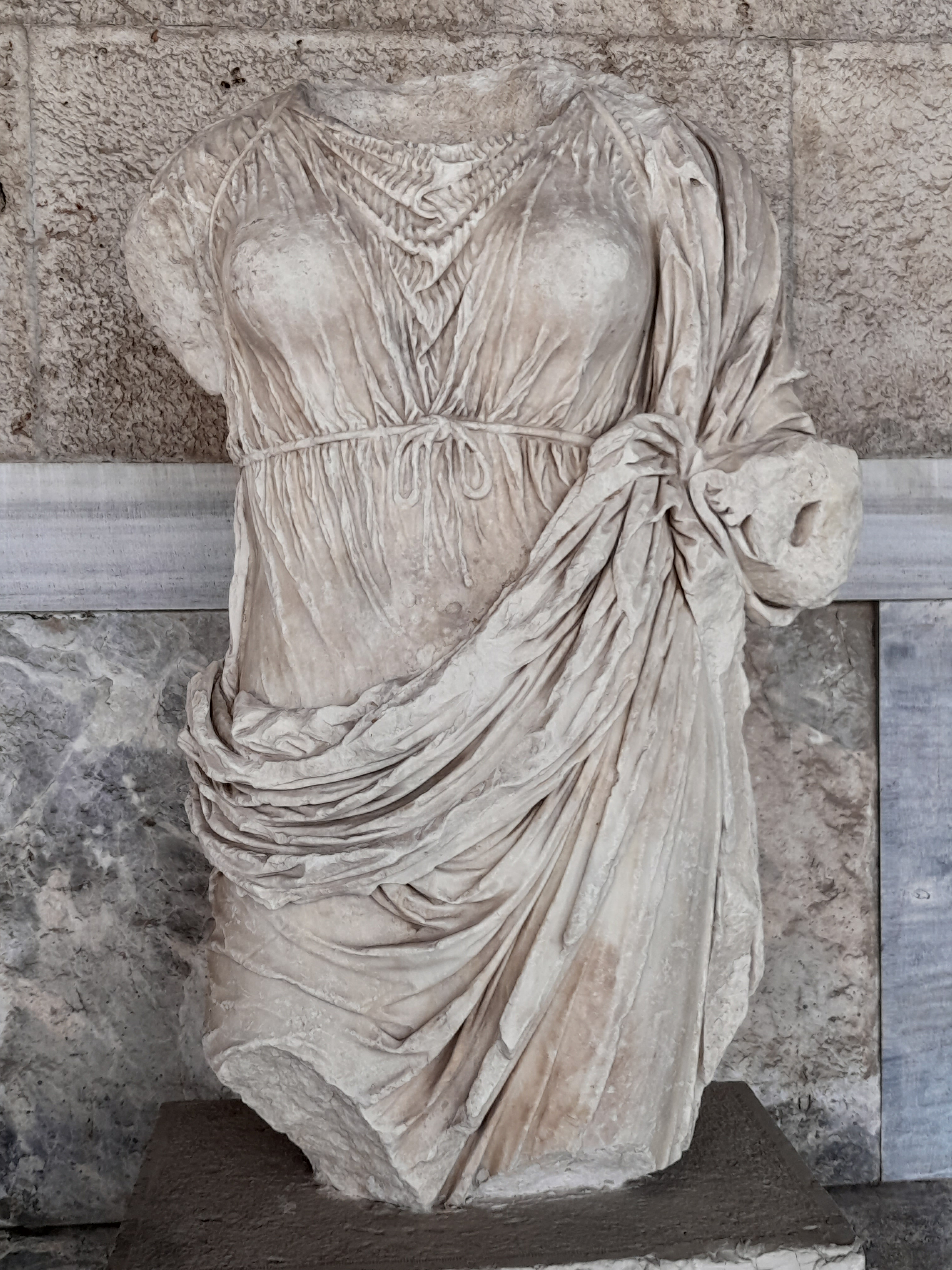
Fragment d'une statue de Thémis en marbre, conservée au Musée de l'Agora antique d'Athènes.
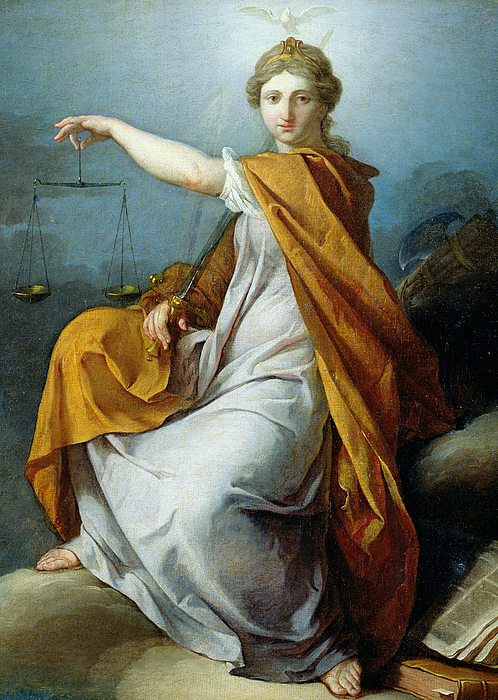
Justice, Pierre Subleyras (XVIIIe siècle).
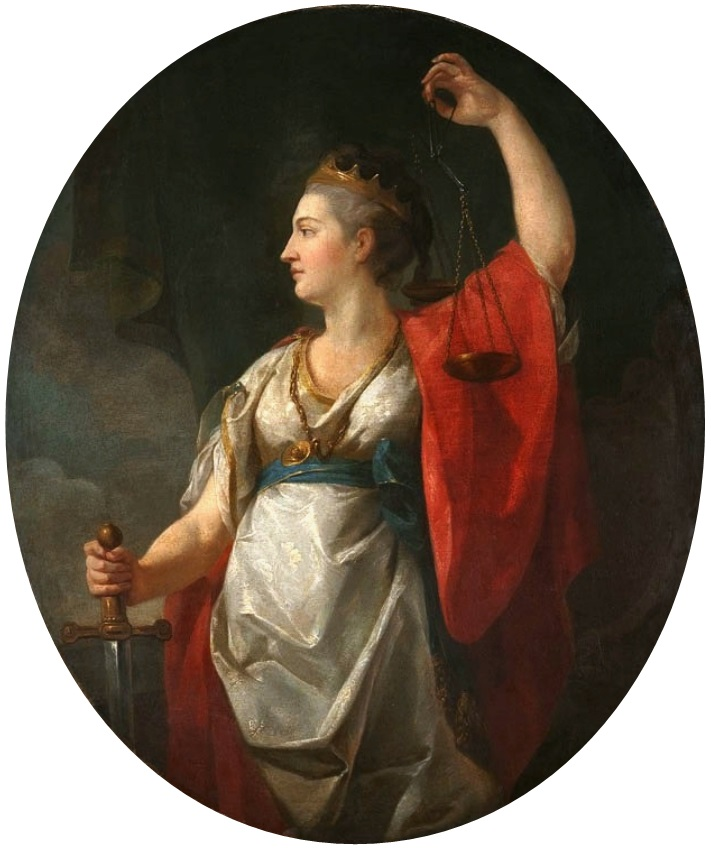
Allégorie de la justice - Themis, Marcello Bacciarelli (XVIIIe siècle).
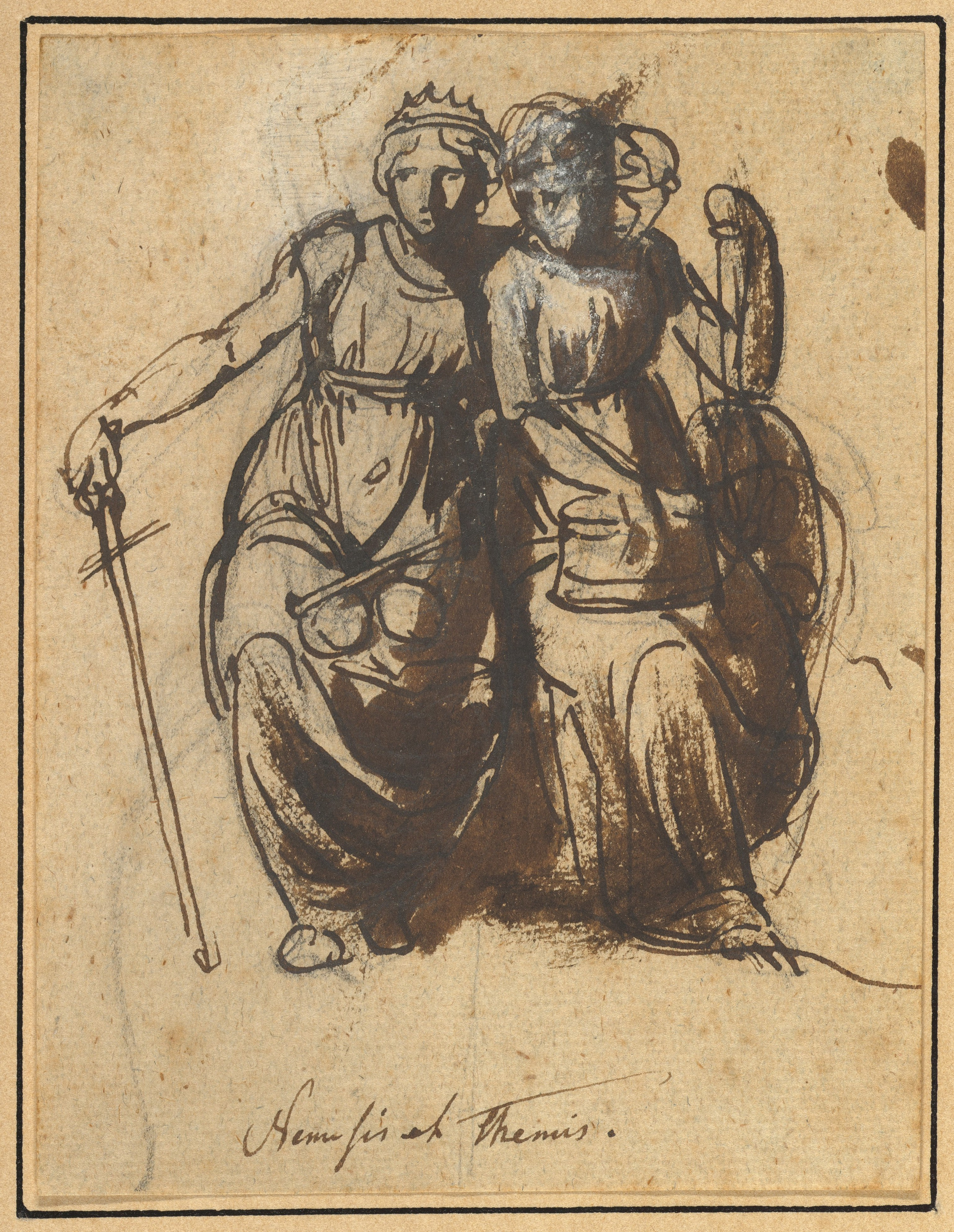
Nemesis et Themis, Nicolai Abraham Abildgaard, XVIIIe ou XIXe siècle.
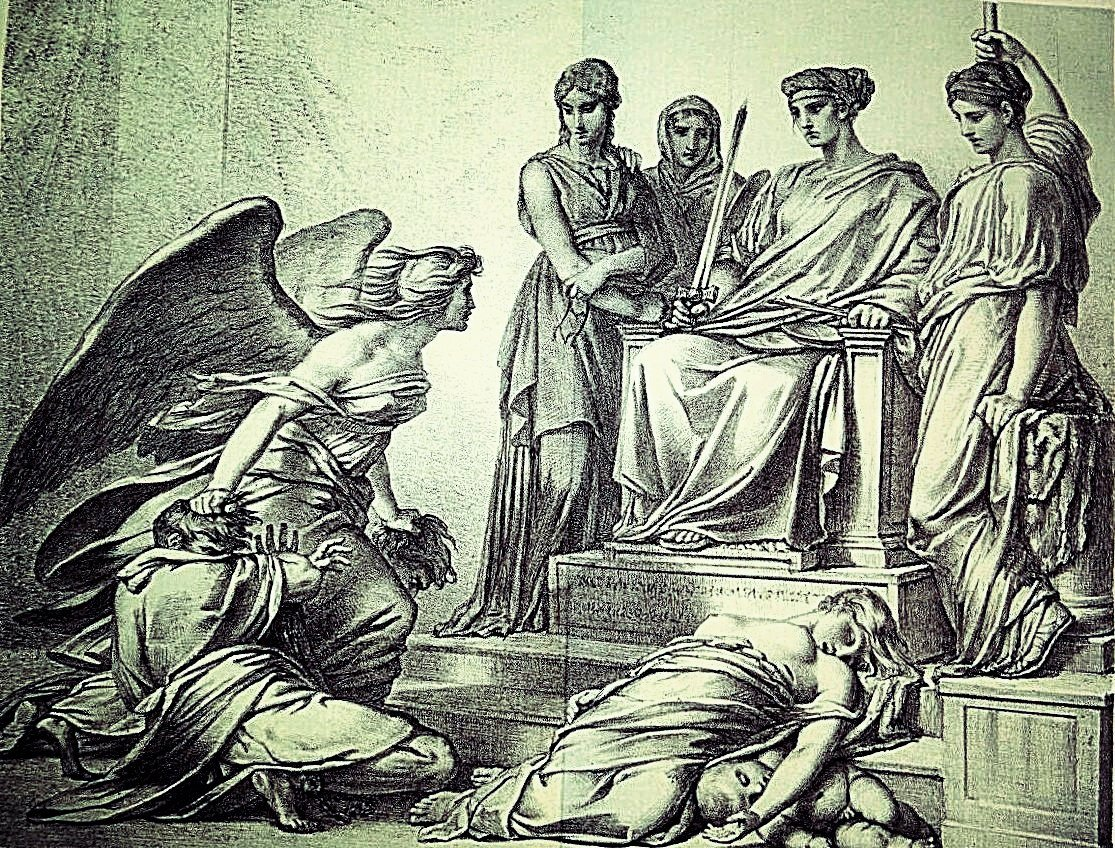
Thémis, lithographie de Julien Léopold Boilly d'après P.P Prud'hon, vers 1860.
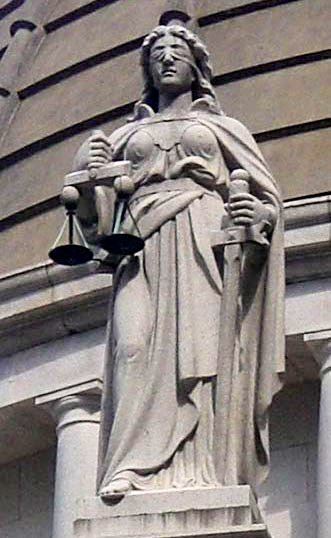
Statue de Thémis, surmontant le Bâtiment de la Cour d'appel final de Hong Kong, 1912.